# Plop
Plopul, științific Populus L., este un gen de arbori din categoria foioaselor (arbori ale caror frunze cad toamna). Plopii pot atinge înălțimea de 30–40 m.

## Răspândire
Plopul are cca. 50 de varietăți răspândite în emisfera nordică. În Europa centrală și răsăriteană sunt mai răspândiți plopul negru (Populus nigra), plopul argintiu (Populus alba), plopul tremurător (Populus tremula) și plopul cenușiu (Populus canescens), existând și o serie de hibrizi în pepinierele de pomi unde apare frecvent (Populus canadensis) care în prezent este atacat masiv de o ciupercă parazită (Marssonina brunnea).

## Utilizare
Frunzele capătă culoarea galbenă înainte de a cădea în timpul toamnei. Iarna, mai ales când arborele a pierdut frunzele, se poate observa tulpina dreaptă a plopului, pentru care motiv a fost plantat pe marginea drumurilor ce alcătuiesc aleile de plopi. 
Arborii cresc repede, au un lemn moale, nu suferă prea mult dacă s-au rupt sau au fost tăiate din crengi, tulpina crește mai departe, fiind un arbore puțin pretențios, din care motiv este folosit și la recultivarea cu plop a terenurilor virane, a haldelor rezultate din lucrările miniere, sau a carierelor de piatră abandonate, precum și de-a lungul căilor ferate. 
Plopul fiind un lemn de esență moale este folosit la confecționarea pantofilor de lemn. Plopul este utilizat pe scară largă pentru fabricarea hârtiei. În prezent plopul este obiectul unor cercetări genetice în SUA, Canada, Europa și China de a obține variante de plante rezistente la dăunători, sau la îmbunătățiri funciare prin absorbția din sol a substanțelor toxice cum ar fi de exemplu metalele grele.

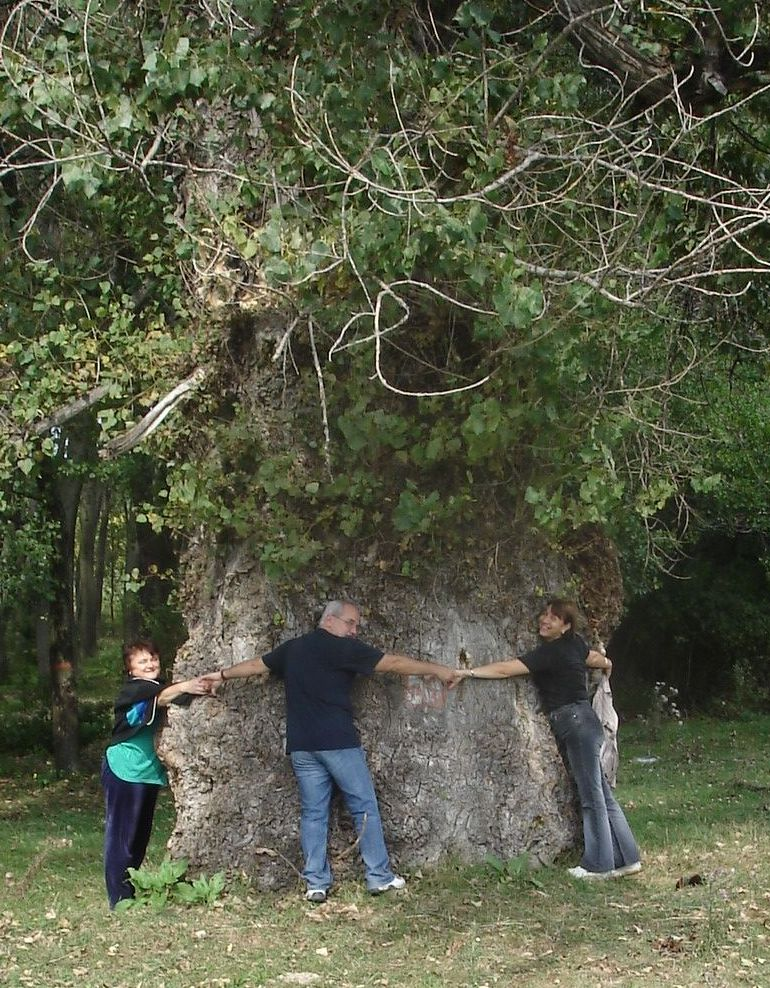
Plop bătrân în marginea păşunii comunale de la Băneşti, Dâmboviţa

Iată denumirea în limba latină a unor specii de arbori din genul Populus, denumiți, în mod generic, plută în limba română:
- plop alb (Populus alba);
- plop negru (Populus nigra);
- plută (Nuphar luteum);
- plută (Nymphaea alba);
- plută-galbenă (Nuphar luteum);
- plutică (Limnanth peltata);
- plop euroamerican (Populus x. Euramericana).